# XML暗号化
XML暗号化（エックスエムエルあんごうか、英: XML Encryption）は、XMLから成るコンテンツの暗号化を規定するW3C勧告である。XML-Encとも呼ぶ。
XML暗号化の手法は任意のデータの暗号化に適用可能であるが、それにもかかわらずXML暗号化と呼ばれるのは、XML要素（EncryptedDataあるいはEncryptedKey）が暗号文、鍵情報、アルゴリズムなどを含んでいる、あるいは参照しているためである。
XML署名とXML暗号化では、SignedInfo要素、EncryptedData要素、EncryptedKey要素の子要素としてKeyInfo要素を使用し、受信者に対して暗号データの復号および署名の検証のための鍵情報を提供することができる。KeyInfo要素はオプションであり、メッセージに同梱する以外にも、別途セキュアな経路で伝達することもできる。
XML暗号化は、インターネットを経由してコンテンツを暗号化してやり取りするTLSとは異なる。
XML暗号化の仕様に関しては、セキュリティ上の問題が指摘されている。